# Rattus tanezumi
Rattus tanezumi — вид грызунов из семейства мышиных. Долгое время считался азиатской формой чёрной крысы (Rattus rattus). Широко распространён на значительной территории Азии. Как синантроп был завезён преимущественно в Юго-Восточную Азию и на острова Тихого океана.

## Внешний вид и строение
Это крыса среднего размера с длиной головы и туловища от 10,5 до 21,5 см и длиной хвоста от 12 до 23 см. Длина хвоста примерно соответствует длине остального тела. Однако, по сравнению с близкородственной чёрной крысой, хвост несколько короче по отношению к телу. Rattus tanezumi во многом соответствует чёрной крысе как по окраске, так и по строению тела и достоверно отличить их можно только на основании генетических данных. Мех очень короткий и грубый. Верхняя сторона тела покрыта волосами различных оттенков коричневых и бледно-коричневых цветов с чёрными кончиками. Волосы на брюшной стоне серые с желтовато-белыми кончиками. Хвост однотонный коричневый или с нижней стороны в области основания хвоста немного светлее, чем сверху. Ступни беловатые по бокам и на пальцах с серо-коричневыми пятнами. Задние лапы достигают длины от 26 до 35 миллиметров.

## Распространение
Ареал этого вида состоит из естественного ареала, где крыса была первоначально широко распространена, и ряда местностей, куда она была интродуцирована. Точные границы этих территорий до сих пор до конца не выяснены. Естественный ареал, вероятно, простирается от восточного Афганистана через северо-восточную Индию, Непал, Бутан, Бангладеш, территорию Китайской Народной Республики, включая Хайнань, и Корею. Отсюда он простирается на юг через Лаос, Камбоджу, Вьетнам и Таиланд до перешейка Кра. Неясно, принадлежат ли Японские острова и Тайвань к первоначальному ареалу распространения, или же этот вид был туда завезён. Однако этот вид, безусловно, был завезён в Малайзию и Зондские острова, включая Ментавайские острова, окружающие группы островов, Никобарские острова, большую часть Филиппин и многие другие архипелаги в Юго-Восточной Азии вплоть до Новой Гвинеи и от здесь на большей части Микронезии до Эниветока и островов Фиджи.

## Образ жизни
Обитает в основном в городах и их окрестностях, а также в сельскохозяйственных районах. Животные живут как на земле, так и в постройках. Они универсалы и очень легко адаптируются.

## Систематика
Видовой статус Rattus tanezumi долгое время оспаривался, и её считали азиатской формой чёрной крысы. Внутри вида не выделяется ни одного подвида, кроме номинативной формы, хотя не исключено, что она включает комплекс из нескольких близкородственных видов. Филогенетическое отделение от домашней крысы, вероятно, произошло около 400 000 лет назад, общий таксон отделился от линии, содержащей малую крысу (Rattus exulans), около 2,2 миллиона лет назад и от линии, включающей серую крысу (Rattus norvegicus), около 2,9 миллионов лет назад.

## Угроза и защита
Этот вид классифицируется Международным союзом охраны природы и природных ресурсов (МСОП) как не находящийся под угрозой исчезновения («вызывающий наименьшее беспокойство») из-за его большого ареала и высокой численности популяции.